# Lyssnarbergets naturreservat
Lyssnarbergets naturreservat är ett naturreservat i Östhammars kommun i Uppsala län.
Området är naturskyddat sedan 2005 och är 58 hektar stort. Reservatet består av gammal barrskog några äldre lövträd och några mindre sumpskogsområden.